# Исленьев, Пётр Алексеевич
Пётр Алексеевич Исленьев (1745 — 2 ноября 1826) — генерал-лейтенант русской императорской армии из рода Исленьевых.

## Биография
Сын полковника Алексея Васильевича Исленьева (ум. 1780) от первого брака его. Двоюродный брат влиятельной графини Анны Чернышёвой.
В службе с 1755 года. 
19 апреля 1765 произведён из вахмистров конной гвардии в корнеты. 
В 1768 году — подпоручик лейб-гвардии Конного полка.
В 1777 году произведён в ротмистры.
1 января 1778 года из ротмистров конной гвардии переведён в армию полковником.
Участвовал во многих походах А. В. Суворова.
Привёл Санкт-Петербургский драгунский полк в конце Кинбурнского сражения (1787).
Отличился при штурме Измаила (1790).
Награждён орденами Св. Георгия 4-й степени (№ 959; 26 ноября 1792) и 3-й степени (№ 113, 26 октября 1794) — «Во уважение на усердную службу и отличную храбрость, оказанную им 6-го сентября при Купчице и 8-го при Бресте противу мятежников польских, где он начальствуя левым крылом конницы, атаковал и разбил многочисленнаго неприятеля».
Принимал участие в Польской кампании 1794 года. 
В октябре 1794 года командовал колонной при штурме Праги, предместья Варшавы. 
С 26.10.1794 года генерал-майор.
По словам Ф. Вигеля, Исленьев был «смелым и предприимчивым, рослым и плечистым. Его неимоверному мужеству приписывал отчасти Суворов удачный штурм Праги».
18 ноября 1794 года привёз в Санкт-Петербург реляцию о взятии Варшавы.
C 19 ноября 1794 года Генерал-поручик.
С 24 ноября 1796 года Генерал-лейтенант.
В период 03.12.1796—07.03.1798 был шефом Таганрогского драгунского полка.
На службе по 1798 год.
Умер 2 ноября 1826 года в Туле, похоронен на Всехсвятском кладбище.

## Семья
Был женат на Елизавете Петровне Хрущевой (1747—1810), двоюродной сестре Е. Р. Дашковой; дочери Петра Михайловича Хрущева и Дарьи Илларионовны Воронцовой (1713—1765). Брак был несчастливым, и супруги жили отдельно. В браке имели детей Алексея и Анну (1770—1847), которая воспитывалась в доме княгини Дашковой, была замужем за сенатором  Алексеем Фёдоровичем Малиновским (1762—1840). Г-жа Малиновская принимала участие в сватовстве Пушкина и была на свадьбе посаженной матерью невесты.
С 1779 года Исленьев жил в гражданском браке с Елизаветой Григорьевной Грабовой, женой богатого пензенского помещика Аполлона Никифоровича Колокольцева (ум. 1815). Бросив мужа и пятерых детей, она сопровождала любовника во всех его походах. Через 16 лет оставленная им, вернулась к мужу и детям.